# 前284年
| 千纪： | 前1千纪 |
| 世纪： | 前4世纪 \| 前3世纪 \| 前2世纪 |
| 年代： | 前310年代 \| 前300年代 \| 前290年代 \| 前280年代 \| 前270年代 \| 前260年代 \| 前250年代                                                     |
| 年份： | 前289年 \| 前288年 \| 前287年 \| 前286年 \| 前285年 \| 前284年 \| 前283年 \| 前282年 \| 前281年 \| 前280年 \| 前279年                       |
| 纪年： | 周赧王三十一年 魯後文公十九年 齊閔王十七年 趙惠文王十五年 魏昭王十二年 韓釐王十二年 秦昭襄王二十三年 楚頃襄王十五年 衛懷君九年 燕昭王三十年 |

## 大事记
- 燕昭王以樂毅為上將，率燕，趙，魏，韓、秦之師攻齊。齊王率眾迎之於濟西，大敗，五國遂取臨淄，取大小70餘城，燕王封樂毅為昌國君，魯國趁機伐齊，取徐州。
- 齊閔王既出走，仍然不改其驕態，出亡之衛，衛君辟宮捨之，稱臣而共具。齊王不遜，衛人侵之。齊閔王去奔鄒、魯，有驕色，鄒、魯弗納，遂走莒。
- 楚頃襄王使淖齒救齊閔王，閔王以之為齊相，淖齒聞燕兵勢大，欲與五國聯合，遂弒齊閔王於鼓里，齊太子田法章逃匿。
- 秦昭襄王、魏昭王、韓釐王會於洛陽。
- 利西馬科斯受王后阿爾西諾伊二世唆擺殺害自己的繼承人阿加托克利斯他的遺孀呂珊德拉（Lysandra）帶著孩子和阿加托克利斯弟弟亞歷山大逃到塞琉古一世處，塞琉古一世便趁著這個機會向利西馬科斯宣戰。
- 3月28日——托勒密一世正式立其子托勒密二世為他的共治王。

## 出生
- 李斯

## 逝世
- 蘇秦，戰國時代著名縱橫家。
- 阿加托克利斯，色雷斯國王利西馬科斯的兒子。
- 阿瑪斯特里斯